# Avital Ronell
Pour les articles homonymes, voir Avital et Ronell.
Avital Ronell, née le 15 avril 1952 à Prague, est une philosophe et critique littéraire américaine. Son œuvre, qui s'inspire de celles de Nietzsche, Heidegger, Levinas, Blanchot, Lacoue-Labarthe, Nancy, ou encore Derrida, peut être rangée dans ce qu'on appelle la French theory.
Les sujets de son travail de déconstruction sont variés : la technologie, la guerre du Golfe, la drogue, etc. Se focalisant dans un texte sur tous les éléments qui « éloignent des promesses immédiates de transparence et de signification », elle traque ce qu'elle appelle « l'inconscient rhétorique » du texte, ou « narcotexte ». En 1983, elle a écrit une des premières enquêtes critiques théorisant la crise du sida, et en 1992, une critique de la brutalité policière contre Rodney King.
Professeure de littérature comparée à l'Université de New York, où elle codirige le programme transdisciplinaire du traumatisme et de la violence, elle est également fondatrice de la revue Qui Parle.

## Biographie
Ronell est née à Prague de parents israéliens diplomates. Elle fut une artiste de performance avant d'entrer à l'université.
Elle étudia avec Jacob Taubes à l'Institut d'Herméneutique de Berlin. En 1979, elle obtient son doctorat à l'Université de Princeton en soutenant, sous la direction de Stanley Corngold, une thèse en philosophie et littérature allemandes sur l'auto-réflexion dans les œuvres de Goethe, Hölderlin et Kafka.
Elle continua ensuite ses études à Paris, où elle côtoya Jacques Derrida et Hélène Cixous. Elle rejoignit la faculté de littérature comparée à l'Université Berkeley puis celle de New York.
En 2009, le Centre Pompidou a invité Ronell à des entretiens « selon [elle] » avec divers artistes et des penseurs tels que Werner Herzog, Judith Butler, Dennis Cooper, Jean-Luc Nancy, et Suzanne Doppelt.
Elle a reçu la Alexander von Humboldt-Stiftung Fellowship 1981-1983, la American Cultures Fellowship en 1991, une Research Fellow Award en 1993, et l'Université de Californie President's Fellowship de 1995 à 96.

## Affaire judiciaire
Le 13 août 2018, le quotidien The New York Times révèle qu'en mai 2018 l'université de New-York a reconnu la philosophe féministe Avital Ronell coupable de harcèlement sexuel sur un de ses élèves, Nimrod Reitman. L'université la suspend alors sans traitement pour l'année universitaire 2018-2019. Cette condamnation fait suite à une enquête de onze mois diligentée par l'université dans le cadre du Title IX, un amendement qui impose aux universités d'enquêter sur les harcèlement sexuels qui ont lieu dans leurs établissements.
Selon le journal, qui titre son article « qu'advient-il de #MeToo lorsque l'accusée est une féministe ? », nombre de soutiens de l'agresseuse utilisent les mêmes techniques que celles dénoncées par le courant féministe : intimidation de la victime, remise en cause de sa parole, minimisation de la gravité de l'acte reproché, mise en avant des conséquences d'une plainte sur la carrière de l'auteur(e) de l'agression. Il est aussi reproché à la victime d'utiliser contre la militante féministe le Title IX qui est considéré comme un outil féministe,.

## Ouvrages
- 1980: "The Law of Genre" in Critical Inquiry 7, No. 1 "On Narrative" (Autumn, 1980), trad. Avital Ronell, par Jacques Derrida
- 1983: "Queens of the Night" in Genre XVI
- 1984: "Goethezeit" in Taking Chances: Derrida, Psychoanalysis, and Literature ed. Joseph H. Smith et William Kerrigan
- 1984: "My Chances/Mes Chances: A Rendezvous with Some Epicurean Stereophonies" in Taking Chances: Derrida, Psychoanalysis, and Literature trad. Avital Ronell et Irene Harvey, par Jacques Derrida, ed. Joseph H. Smith et William Kerrigan
- 1985: "Taking it Philosophically: Torquato Tasso's Women as Theorists, " MLN 100, no. 3
- 1985: "MIMUS POLYGLOTTUS" in Ça Parle 1, No. 1, "the representation of otherness"
- 1986: Dictations: On Haunted Writing  (ISBN 0-8032-8945-6)
- 1986: "Hitting the Streets: Ecce Fama, " Stanford Italian Review VI, no. 1-2
- 1986: "Street Talk" in Benjamin's Ground: New Readings of Walter Benjamin  (ISBN 0-8143-2041-4) ed. Rainer Nägele
- 1987: "Doing Kafka in The Castle: A Poetics of Desire" in Kafka and the Contemporary Critical Performance: Centenary Readings  (ISBN 0-253-31709-6) ed. Alan Udoff
- 1987: "Devant la Loi" in Kafka and the Contemporary Critical Performance: Centenary Readings  (ISBN 0-253-31709-6) trad. Avital Ronell, par Jacques Derrida, ed. Alan Udoff
- 1988: "The Sujet Suppositaire: Freud, And/Or, the Obsessional Neurotic Style (Maybe)" in On Puns: The Foundation of Letters  (ISBN 0631158944) ed. Jonathan Culler
- 1989: The Telephone Book: Technology, Schizophrenia, Electric Speech  (ISBN 0-8032-8938-3)
- 1989: The Ear of the Other  (ISBN 0-8032-6575-1) trad. Avital Ronell, par Jacques Derrida
- 1991: "Avital Ronell" in Re/Search: Angry Women 13  (ISBN 1-890451-05-3) entretien avec Andrea Juno
- 1992: Crack Wars: Literature, Addiction, Mania  (ISBN 0-252-07190-5)
- 1993: "November 22, 1992" in Assemblage, No. 20 "Violence, Space"
- 1993: "Our Narcotic Modernity" in Rethinking Technologies  (ISBN 0-8166-2215-9) ed. Verena Andermatt Conley
- 1994: Finitude's Score: Essays for the End of the Millennium  (ISBN 0-8032-8949-9)
- 1994: "Finitude's Score" in Thinking Bodies  (ISBN 0804723044) ed. Juliet Flower MacCannell et Laura Zakarin
- 1994: "Queens of the Night" in ZYZZYVA
- 2002: Stupidity  (ISBN 0-252-07127-1)
- 2000: "Erratum: 'Addicted to Love'; Or, Toward an Inessential Solidarity" in JAC 20, No. 1
- 2003: "The Experimental Disposition: Nietzsche's Discovery of America (Or, Why the Present Administration Sees Everything in Terms of a Test)" in American Literary History 15, No. 3
- 2004: "Deviant Payback: The Aims of Valerie Solanas" in Scum Manifesto  (ISBN 1-85984-553-3) (par Valerie Solanas)
- 2005: "On the Misery of Theory without Poetry: Heidegger's Reading of Hölderlin's 'Andenken'" in PMLA 120, No. 1 "Special Topic: On Poetry"
- 2005: The Test Drive  (ISBN 0-252-02950-X)
- 2006: "Kathy Goes to Hell" in Lust for Life: On the Writings of Kathy Acker  (ISBN 1-844-67066-X), ed. Avital Ronell, Carla Harryman, et Amy Scholder
- 2007: "Introduction: The Stealth Pulse in Philosophy" in Blind Date: Sex and Philosophy  (ISBN 0-252-07488-2) (par Anne Dufourmantelle)
- 2008: "Untread and Untried: Nietzsche Reads Derridemocracy" in diacritics 38, No. 1-2
- 2008: The ÜberReader: Selected Works of Avital Ronell  (ISBN 0-252-07311-8) (ed. Diane Davis)
- 2009: "Nietzsche Loves You: A Media-Technological Start-up" in Discourse 31, No. 1 & 2
- 2010: "Postface" in The Field is Lethal  (ISBN 1-933-99620-X) (par Suzanne Doppelt, trad. Cole Swenson de la français)
- 2010: Fighting Theory: In Conversation with Anne Dufourmantelle  (ISBN 0-252-07623-0) trad. Catherine Porter and Avital Ronell de la français
- 2011: "The Tactlessness of an Unending Fadeout" in Writing Death  (ISBN 9-081-70910-0) (par Jeremy Fernando)
- 2012: Loser Sons: Politics and Authority  (ISBN 0-252-03664-6)

### Traduits en français
- 1982: "La bouche émissaire" in Cahiers confrontation no 8, trad. Monique Canto de l'américain
- 1984: "Sutura Goethei; L'articulation Freud-Goethe" in Cahiers confrontation no 12
- 2006: Stupidity
- 2006: Telephone Book. Technologie, schizophrénie et langue électrique
- 2006: American philo: Entretiens avec Anne Dufourmantelle  (ISBN 2-234-05840-6)
- 2006: "Tombeau pour Kathy Acker" in Fresh Théorie II: Black Album, trad. Aude Tincelin de l'américain, ed. Mark Alizart et Christophe Kihm
- 2009: Test drive : La passion de l'épreuve  (ISBN 978-2234061774)
- Addict : Fixions et narcotextes, Paris, Bayard, 2009, 247 p. (ISBN 978-2-227-47745-2)
- Lignes de front, Paris, Stock, 2010, 180 p. (ISBN 978-2-234-06404-1)
- Losers : Les figures perdues de l'autorité [« Loser Sons: Politics and Authority »], Montrouge, Bayard, 2015, 401 p. (ISBN 978-2-227-48814-4)